# Olympique Youssoufia
Olympique Youssoufia – marokański klub piłkarski z siedzibą w Youssoufii. W sezonie 2021/2022 grają w GNFA 1 (trzecia liga).

## Opis
Klub został założony w 1933 roku. Jego najlepszym wynikiem w pucharze Maroka była 1/8 finału w sezonie 2020/2021. W zespole grał Chemseddine Chtibi, reprezentant Maroka.